# 노다 미쓰구
노다 미쓰구(野田貢)는 일본의 킥복싱 선수다. 1980년 10월 15일 일본 아이와현에서 태어났다.

## 내력
2003년 9월 7일 제5회 웨이트 제 오픈 토너먼트 전일본 공수도 선수권 대회 중량급에 출전해 3위 입상
2004년 9월 5일 제6회 웨이트 제 오픈 토너먼트 전일본 공수도 선수권 대회 중량급에 출전해 3위 입상
2005년 11월 20일 제20회 오픈 토너먼트 2005 동일본 신인전 공수도 선수권 대회 스피릿 가라데 A 클래스 중량급에 출전해 우승을 완수와 함께 기술 상을 수상했다.
2010년 9월 5일 제10회 웨이트 제 오픈 토너먼트 전 일본 공수도 선수권 대회 중량급에 출전해 우승

### 정보
키 191cm에 체중은 약 100kg다. 스모 선수로 활약을 하다가 엄청난 감량을 하면서 2006년 K-1선수로 전향을 했다. 그가 소속한 팀은 정도회관이다. 그의 사범인 김태영 (격투가)이 있다.

### 입식 격투 전적
- 12전 9승 3패(7 KO)

| 경기일자        | 상대              | 결과 | 내용            | 대회                                                     |
| --------------- | ----------------- | ---- | --------------- | -------------------------------------------------------- |
| 2010년 4월 3일  | 프린스 알리       | 패   | 3R 판정         | K-1 World GP 2010 in Yokohama                            |
| 2009년 11월 3일 | 사쿠라기 유이치   | 승   | 1R KO           | 한일 친선 국제 격투기대회 GLADIATOR 오카야마 대회(K-1룰) |
| 2009년 3월 28일 | 유양래            | 승   | 3R 판정         | K-1 월드 GP 2009 in yokohama                             |
| 2008년 12월 6일 | 타카하기 츠토무   | 승   | 2R 2분 49초 TKO | K-1 월드 GP 2008 final                                   |
| 2008년 6월 29일 | 사토 타쿠미       | 패   | 3R 판정         | K-1 월드 GP 2008 in fukuoka                              |
| 2008년 4월 13일 | 피터 본드라첵     | 승   | 2R 2분 43초 KO  | K-1 월드 GP 2008 in yokohama                             |
| 2007년 12월 8일 | 노엘 카뎃         | 승   | 2R 1분 12초 KO  | K-1 월드 GP 2007 final                                   |
| 2007년 3월 4일  | 시릴 아비디       | 승   | 3R 판정         | K-1 월드 GP 2007 in yokohama                             |
| 2006년 12월 2일 | 사와야시키 준이치 | 패   | 3R 판정         | K-1 월드 GP 2006 final                                   |
| 2006년 12월 2일 | 하세가와 야스나리 | 승   | 1R 1분 52초 KO  | K-1 월드 GP 2006 final 16                                |
| 2006년 7월 30일 | 타카하기 츠토무   | 승   | 2R 30초 KO      | K-1 월드 GP 2006 in sapporo                              |
| 2006년 6월 30일 | 니시와키 케이치   | 승   | 1R KO           | K-1 월드 맥스 2006                                       |

## 타이틀
- 신 가라테 중량급 3위(2006)